# Oak Park (ligne bleue du métro de Chicago)
Pour les articles homonymes, voir Oak Park.
Ne doit pas être confondu avec Oak Park (ligne verte du métro de Chicago).
Oak Park est une station de la ligne bleue du métro de Chicago située sur le côté sud de l’autoroute Eisenhower dans la banlieue ouest de Chicago sur le territoire de la ville de Oak Park. 
Les voies du CSX (Baltimore & Ohio Chicago Terminal Railroad) se trouvent au sud de la station.

## Description
Contrairement aux autres stations avoisinantes, Oak Park n'a pas été ouverte en 1958 mais en 1961.
La station Oak Park se compose d'un seul quai central au sud de l'autoroute Eisenhower (Eisenhower Expressway), avec une entrée à chaque extrémité. L'entrée principale se situe à l'extrémité ouest du quai, près d'Oak Park Avenue, et est reliée au quai par une longue rampe.
La station possède une entrée auxiliaire sur Southeast Avenue, elle est ouverte 24h/24, 7j/7 et 489 608 passagers y ont transité en 2008. Réservée aux détenteurs de titres de transport, l'entrée auxiliaire se situe à l'extrémité est du quai, près d'East Avenue, et est reliée au quai par un escalier et une passerelle horizontale.

## Correspondances
Avec les bus du réseau Pace :
- #311 Oak Park Avenue, entre 47th/Lawndale et North/Narragansett.

## Dessertes
| Nord/Ouest              |  |             |  | Sud/Est            |
| ----------------------- |  | ----------- |  | ------------------ |
| Harlem vers Forest Park |  | ligne bleue |  | Austin vers O'Hare |
| modifier sur Wikidata   |  |             |  |                    |

## Galerie

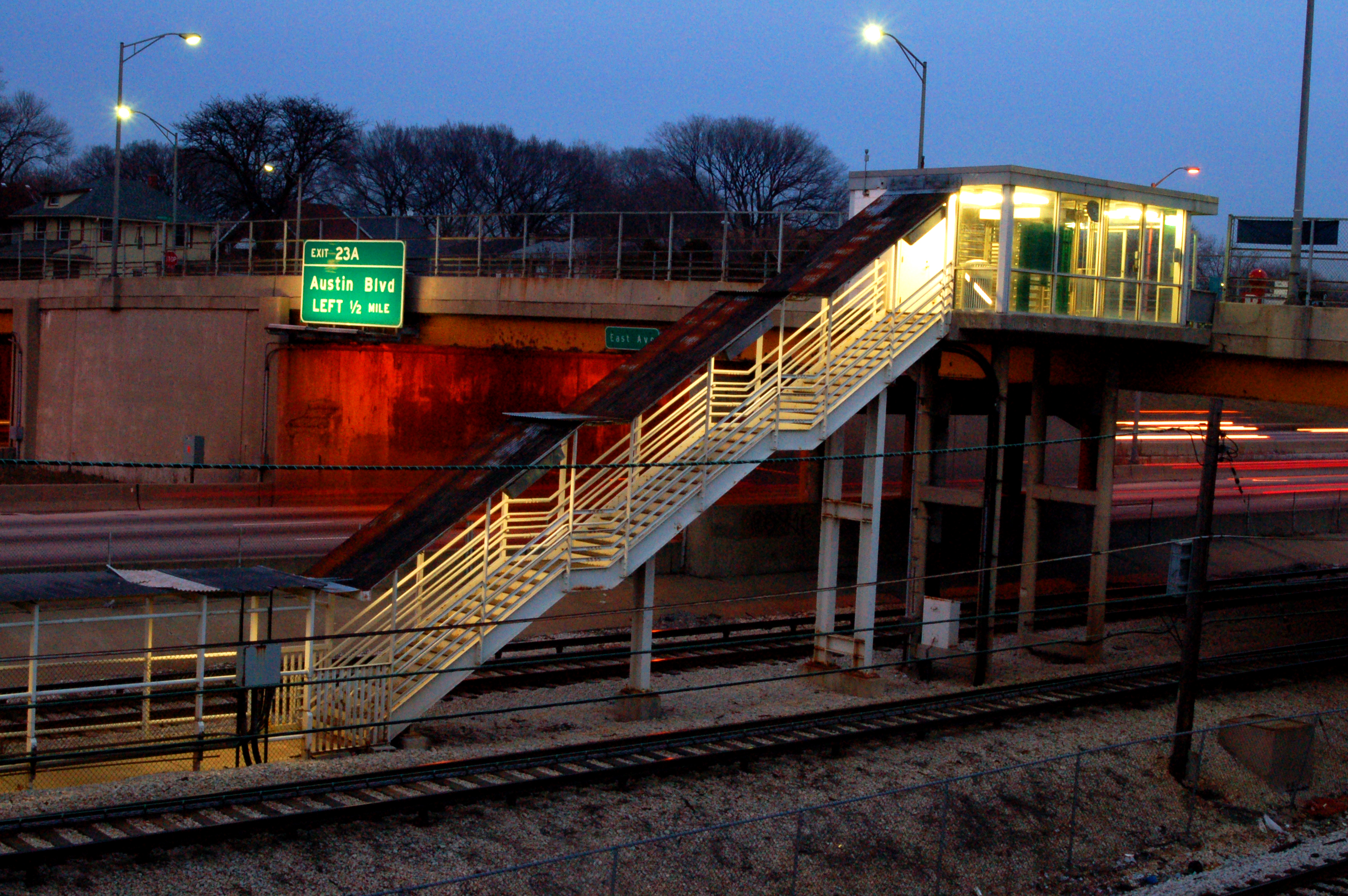
Escaliers pour sortir et accéder aux quais.
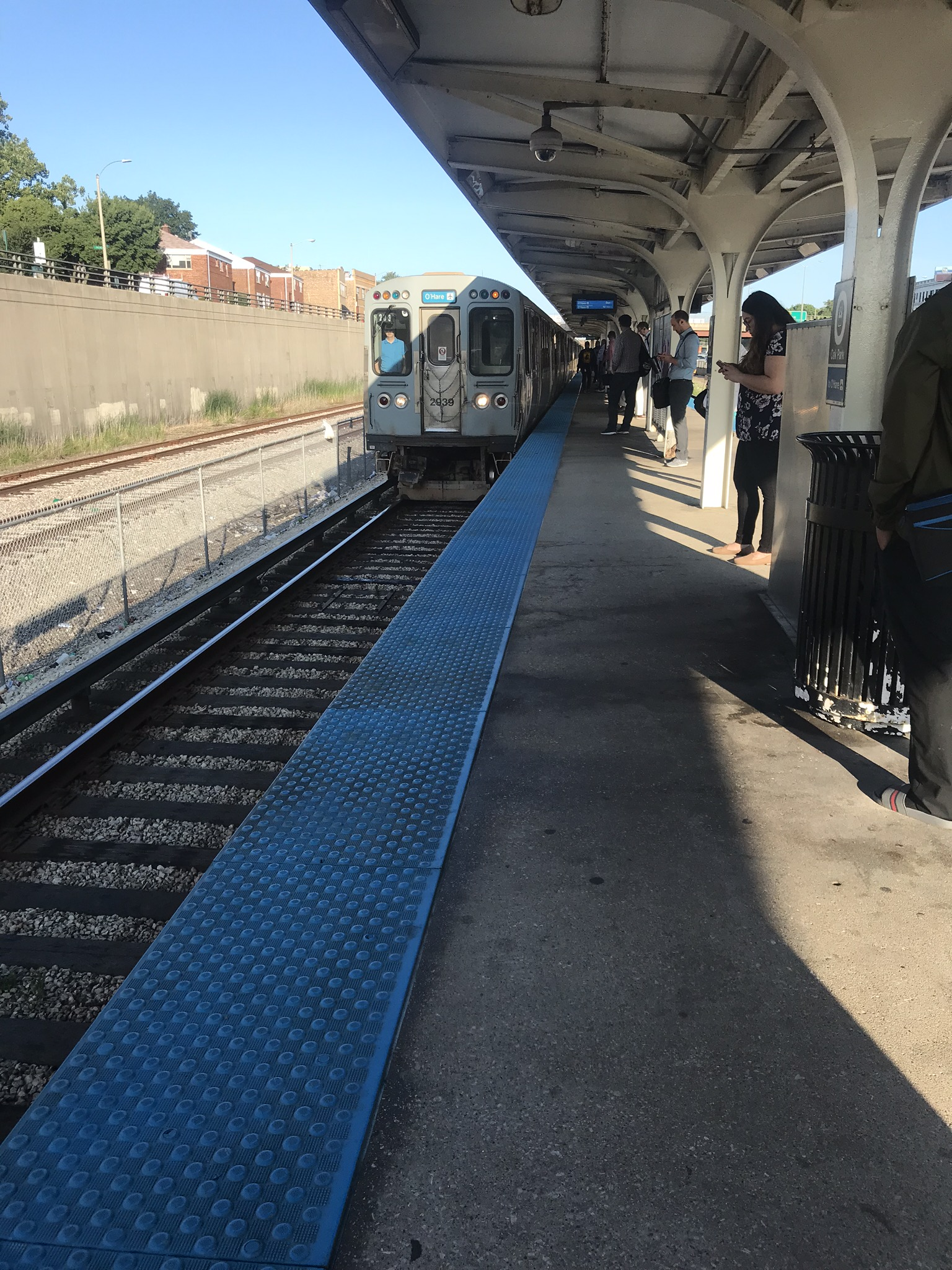
Rame entrant en station
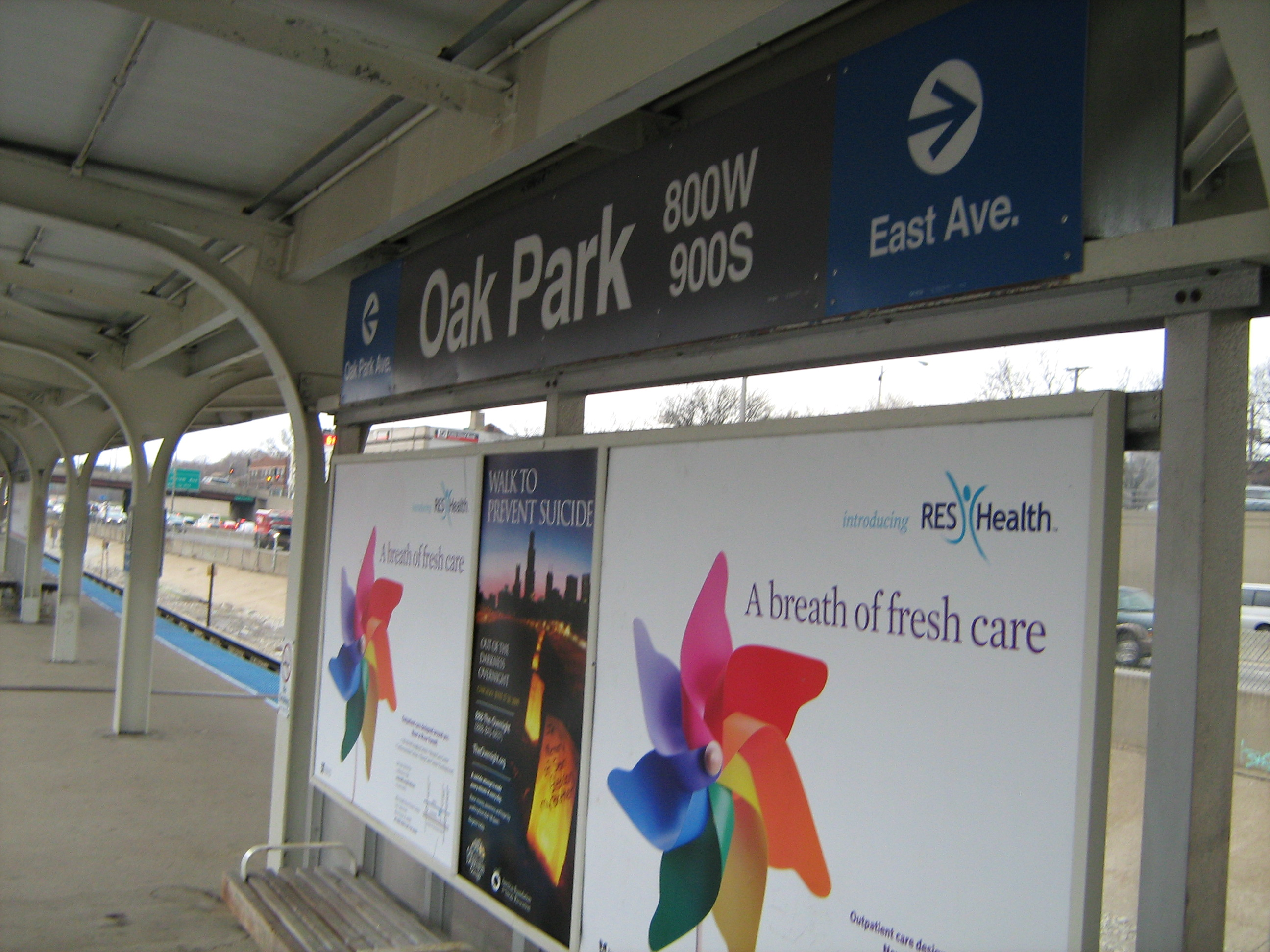
Panneau de la station avec indication d'une sortie